# Oxypetalum crispum
Oxypetalum crispum là một loài thực vật có hoa trong họ La bố ma. Loài này được Wight ex Hook. & Arn. mô tả khoa học đầu tiên năm 1834.